# Matej Mršić
Matej Mršić (* 13. leden 1994, Chorvatsko) je chorvatský fotbalový záložník, od léta 2024 hráč klubu Podbeskidzie Bielsko-Biała.

## Klubová kariéra

### Mládežnické roky
Mršić je odchovancem Rijeky, za výběr do 19 let například nastoupil i na prestižním Viareggio Cupu, kde ve 4 zápasech vstřelil 2 branky (v zápach proti Janovu a výběru Konga[nepřesný odkaz] do 17 let).

### HNK Rijeka
Členem týmu Rijeky byl až do roku 2015, do prvního týmu se však nepropracoval (pouze jednou seděl na lavičce náhradníků) a byl posílán i na hostování.

#### NK Pomorac Kostrena (hostování)
V lednu 2013 byl poslán na rok a půl dlouhé hostování do druholigového NK Pomorac Kostrena. Za dobu svého hostování nastoupil celkem do 31 ligových utkání, ve kterých vstřelil 5 branek.

### NK Celje
V červenci 2015 trvale přestoupil do prvoligového slovinského klubu NK Celje. Jeho působení v tomto týmu však trvalo pouhé dva měsíce. I tak stihl Mršić odehrát 4 prvoligová utkání, zároveň nastoupil i do dvou kvalifikačních zápasů Evropské ligy proti Śląsku Wrocław. Ani v jednom zmíněném střetnutí se ale střelecky neprosadil

### HNK Šibenik
Hned v září 2015 se vrátil do Chorvatska, konkrétně do druholigového HNK Šibenik. V rámci téměř ročního angažmá odehrál 8 ligových zápasů, v nichž se dokázal jednou střelecky prosadit, nastoupil také do jednoho klání Chorvatského fotbalového poháru.

### FC MAS Táborsko
V srpnu 2016 se přesunul do dalšího druholigového týmu, konkrétně NK Opatija, v rámci půl roku trvajícího angažmá však nenastoupil k jedinému utkání a tak se v zimě 2017 přesunul do České republiky, kde s ním smlouvu podepsalo druholigové Táborsko.
Zde působil rok a půl a za tu dobu stihl odehrát 43 ligových zápasů, ve kterých se střelecky prosadil celkem čtyřikrát. Zároveň nastoupil do 3 zápasů MOL Cupu (bez střeleckého úspěchu).

### SK Dynamo České Budějovice

#### 2018/19
V létě 2018 přestoupil do druholigových Českých Budějovic, kterým měl pomoci s postupem do nejvyšší soutěže. To se povedlo hned v první sezóně Mršićova působení v Českých Budějovicích. On sám nastoupil do 18 ligových zápasů, ve kterých vstřelil 3 branky. Odehrál také 2 zápasy MOL Cupu.

#### 2019/20
V nejvyšší české soutěži si Mršić odbyl premiéru v červenci 2019 v utkání proti Opavě. V uvedené sezóně odehrál celkem 28 ligových zápasů, ve kterých se dvakrát střelecky prosadil, nastoupil také do 3 zápasů MOL Cupu. Na konci sezóny pak s týmem bojoval v kvalifikačních zápasech o evropské poháry.

#### 2020/21
Své místo v sestavě měl Mršić i v sezoně 2020/21. K 6. únoru 2021 odehrál 18 ligových zápasů, v nichž vstřelil 2 branky.

## Klubové statistiky
- aktuální k 6. únor 2021

| Tým                        | Sezona            | Liga   | Liga   | Pohár  | Pohár  | Evropské poháry | Evropské poháry |
| Tým                        | Sezona            | Zápasy | Branky | Zápasy | Branky | Zápasy          | Branky          |
| -------------------------- | ----------------- | ------ | ------ | ------ | ------ | --------------- | --------------- |
| NK Pomorac Kostrena        | 2012/13 (2. liga) | 5      | 0      | -      | -      | -               | -               |
| NK Pomorac Kostrena        | 2013/14 (2. liga) | 26     | 5      | -      | -      | -               | -               |
| HNK Rijeka                 | 2014/15           | 0      | 0      | -      | -      | -               | -               |
| NK Celje                   | 2015/16           | 4      | 0      | -      | -      | 2               | 0               |
| HNK Šibenik                | 2015/16 (2. liga) | 8      | 1      | 1      | 0      | -               | -               |
| FC MAS Táborsko            | 2016/17 (2. liga) | 13     | 1      | 1      | 0      | -               | -               |
| FC MAS Táborsko            | 2017/18 (2. liga) | 30     | 3      | 2      | 0      | -               | -               |
| SK Dynamo České Budějovice | 2018/19 (2. liga) | 18     | 3      | 2      | 0      | -               | -               |
| SK Dynamo České Budějovice | 2019/20           | 28     | 2      | 3      | 0      | -               | -               |
| SK Dynamo České Budějovice | 2020/21           | 18     | 2      | -      | -      | -               | -               |
| Celkem                     | Celkem            | 150    | 17     | 9      | 0      | 2               | 0               |

## Úspěchy
- 1x postup do 1. české ligy 2018/19